# Florence Hackett
Florence Hackett (enero de 1882-21 de agosto de 1954) fue una actriz teatral y cinematográfica estadounidense, activa en la época del cine mudo. 

## Biografía
Su verdadero nombre era Florence Hart, y nació en Búfalo, Nueva York. Había estado casada con la estrella del cine mudo Arthur V. Johnson, actor favorito de D.W. Griffith. Anteriormente estuvo casada con Maurice Hackett, con el que tuvo dos hijos, Albert Hackett y Raymond Hackett, y una hija, Jeannine Hackett. 
Desde 1912, hasta la muerte de él en 1916, Hackett y Johnson actuaron juntos en numerosos filmes, muchos de ellos dirigidos por el propio actor. En varios de sus cortos actuaron también sus hijos. La última actuación cinematográfica de Hackett tuvo lugar en el año 1920.
Florence Hackett falleció en Nueva York en el año 1954.

## Selección de su filmografía
- 1911 : Divided Interests
- 1912 : The Physician's Honor
- 1912 : The Antique Ring
- 1912 : Gingerbread Cupid
- 1912 : A Matter of Business
- 1912 : The Preacher and the Gossips
- 1912 : The Spoiled Child
- 1912 : A Child's Devotion
- 1913 : When John Brought Home His Wife
- 1913 : The Burden Bearer
- 1913 : The Pawned Bracelet
- 1913 : The Power of the Cross
- 1913 : The School Principal
- 1913 : The District Attorney's Conscience
- 1914 : The Beloved Adventurer (serial)
- 1915 : The Climbers
- 1915 : Evidence
- 1916 : The Yellow Passport